# Jan Błoński (Sportfunktionär)

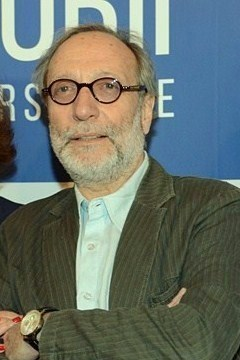
Jan Błoński, 2014

Jan Błoński (* 19. Dezember 1949 in Kuryłówka; † 15. Dezember 2020 in Warschau) war ein polnischer Sportfunktionär im Rodelsport.
Jan Błoński war als Student der Rechtswissenschaften an der Universität Breslau aktiver Ruderer der Akademicki Związek Sportowy, des polnischen studentischen Sportverbandes. Von 1980 bis 1988 war er Vizepräsident der Ludowe Zespoły Sportowe, des Verbandes der Sportvereine. Er wurde 1988 zum Präsidenten des polnischen Rodelverbandes Polski Związek Sportów Saneczkowych (PZSSan) gewählt und blieb in dieser Position bis zum 26. Juni 2010. Nachdem der amtierende Präsident des Rodelverbandes, Michał Jasnosz, am 29. September 2019 verstorben war, kehrte Błoński noch einmal als Interimspräsident an die Spitze des polnischen Verbandes zurück und verblieb dort bis zum 12. September 2020. Daneben war er über viele Jahre Mitglied sowohl des Vorstandes als auch des Präsidiums des Polnischen Olympischen Komitees.
Aufgrund von Błońskis langjährigem Engagement wurde in Krynica-Zdrój eine künstlich vereiste Rodelbahn angelegt. Er war Träger der FIL-Ehrenmedaille in Silber.
Beruflich war Błoński seit seinem Studienende in der Tourismusbranche tätig. 1995 bis 1998 war er Vizepräsident des Büros für Sport und Tourismus und als solcher mit für die Gesetzgebung im Bereich des Tourismus des polnischen Parlaments Sejm, insbesondere des Gesetzes über touristische Dienstleistungen von 1997, verantwortlich. Seit 2011 war er der Präsident der Mazowieckiej Regionalnej Organizacji Turystycznej (MROT), des masowischen Tourismusverbandes. Błoński war Dozent mehrerer Hochschulen und von 2006 bis 2010 Kanzler der Wyższej Szkole Organizacji Turystyki i Hotelarstwa, der Hochschule für Tourismus und Hotelmanagement in Warschau.
Błoński verstarb vier Tage vor seinem 71. Geburtstag an einer COVID-19-Erkrankung.